# Sahitya Akademi
Sahitya Akademi (hindi साहित्य अकादमी, dosł. „Akademia Literatury”) – indyjska instytucja pozarządowa mająca na celu promowanie literatury w językach indyjskich. Została założona w marcu 1954 roku; organizuje seminaria i warsztaty literackie, wydaje książki i czasopisma, między innymi Encyclopaedia of Indian Literature oraz przyznaje coroczną nagrodę Sahitya Akademi Award w promowanych przez siebie językach. Posiada wielojęzyczną bibliotekę Sahitya Akademi Library.